# Немецкая бомбардировка Монровии
Немецкая бомбардировка Монровии — событие, произошедшее во время Первой мировой войны, когда немецкая подводная лодка U-154 атаковала Монровию, столицу Либерии. Немецкий командир потребовал от либерийского правительства уничтожить французскую станцию беспроводной связи в городе и спустить французский флаг, но когда его ультиматум не был выполнен, подводная лодка начала обстрел города. Французская радиостанция была уничтожена, и несколько снарядов упали в центре Монровии, в результате чего несколько зданий были разрушены, а несколько жителей погибли. Прибытие британского парохода спасло либерийскую столицу от уничтожения.

## Обсуждение угрозы
4 августа 1917 года Либерия объявила войну Германии и присоединилась к Союзникам. В то время немецкий консул пригрозил, что «немецкая подводная лодка нанесет визит», но его не восприняли всерьез. Однако либерийское правительство стало опасаться нападения после того, как в январе 1918 года Германия обозначила всё побережье Либерии зоной боевых действий и, следовательно, возможным для нападения. Столица Либерии, Монровия, была расположена на берегу моря, что было особенно опасно, учитывая возможное нападения Германии.
Страны Антанты широко обсуждали возможную угрозу нападения подводных лодок и необходимое укрепление порта Монровии. Между американскими, британскими, французскими и либерийскими официальными лицами велись переговоры о французской беспроводной станции в Монровии и появлениях немецких подводных лодок у Дакара, которые угрожали столице Либерии и её крошечному военно-морскому флоту. После того как в начале 1918 года Германия объявила все побережье Либерии зоной боевых действий американцы и британцы сделали Либерии два немедленных предложения по этому вопросу: погасить ночью маяки Монровии и вооружить порт британской артиллерией. Другие предложения, включая предоставление Либерии четырех гидросамолетов, обсуждались американскими, британскими и французскими представителями, но в конечном итоге правительства остановились на том, чтобы оставить либерийские порты без защиты, поскольку союзники посчитали, что оборудование, которое они могли предоставить, будет недостаточным и не стоит затраченных усилий. Ни у французов, ни у британцев не было в тот момент ресурсов для размещения кораблей, самолетов или орудийных батарей для достаточной защиты побережья Либерии. Британский адмирал, командующий Западно-Африканской эскадрой, заявил, что считает нападение на Либерию маловероятным.

## Появление немецкой подводной лодки
Источники по-разному характеризуют ход событий. Одна из версий гласит, что немецкая подводная лодка U-154 прибыла к берегам Монровии в ночь с 9 на 10 апреля, неожиданно для либерийского правительства. Утром немецкий командир Герман Герке направил в столицу катер с посланием ультиматума:
 «У меня нет желания причинять лишний вред либерийскому народу, будучи уверенным, что вас втянули в войну против вашей воли, а также против ваших истинных интересов. Поэтому я возвращаю вам тех пленных, которых я взял с вашего корабля «President Howard». В то же время я хочу обратить ваше внимание на то, что столица Либерии в настоящее время беспомощна под немецкими орудиями. Как и многие другие союзники Англии и Франции, Вы не получаете от них поддержки в момент самой критической опасности. Если беспроводные и кабельные станции Монровии немедленно не прекратят свою работу, я буду сожалеть о том, что вынужден открыть по ним огонь. Если вы хотите избежать этого, вам придется прислать мне судно под флагом перемирия и заявить, что вы согласны сами остановить их».
Президент Либерии Говард легко распознал орудия подводной лодки, и решил собрать экстренное заседание своего кабинета министров для рассмотрения ультиматума со своим вице-президентом и некоторыми законодателями, прежде чем ответить. Либерийское правительство пыталось тянуть время, кроме того было раннее утро, и, возможно, правительству требовалось время, чтобы собрать официальное совещание. Они были единодушны в своем решении: «...мы должны быть верны нашим союзникам, независимо от последствий для нас». Президент отправил послание Герке, где повторил большую часть того, что сказал Герке, и заключил: «Я хотел бы заверить вас, что мною были предприняты необходимые шаги, чтобы прекратить все операции беспроводных и кабельных станций, установленных в этом городе». Однако, Герке понял ответ так, что либерийцы не выполнят его требование, но не будут возражать, если U-154 уничтожит станцию. Он отправил еще одно письмо президенту:
  «(1) Французский флаг должен быть снят со своего места, показанного вашим комиссарам. (2) Все дома, принадлежащие беспроводным и кабельным станциям, должны быть подожжены, аппаратура каждой станции должна быть уничтожена».
Оба требования должны были быть выполнены «в течение одного часа после того, как ваши комиссары достигнут берега». Требования были невыполнимыми. Народ был охвачен паникой, но был полон решимости не поддаваться угрозам.
По слухам, он требовал капитуляции всех американцев, британцев и французов в Либерии. Неизвестный британский представитель предложил согласиться, чтобы пощадить жизни людей. В 14:00 президент Говард искал компромисс. Согласно одной версии, он отдал приказ спустить французский флаг, но попросил, чтобы радио- и кабельные станции прекратили работу и были закрыты либерийским правительством «в присутствии консула Нидерландов». Герке не поверил в это. Согласно другой версии, правительство Либерии отказалось уничтожить станцию или выйти из войны. Герке ответил, что намерен уничтожить станцию выстрелами. Согласно заявлению немецкого командира U-153, «незадолго до истечения времени на следующее утро правительственный катер принес точный план места расположения радиостанции и согласие на её уничтожение, что и последовало». Однако это не сходится с тем, что подводная лодка обстреливала станцию не утром 11-го числа, а начиная с 16:00 10-го числа.

## Атака немецкой подводной лодки

### Силы сторон
Правительство Либерии не могло как-либо противостоять нападению. На тот момент либерийский военно-морской флот состоял из одного корабля, который был единственным, что имелось для защиты. Но либерийский флот использовался прежде всего внутри страны для доставки солдат, оружия и боеприпасов в район беспорядков, чтобы демонстрировать военную мощь либерийского правительства по отношению к коренному населению, а не для обороны страны от внешнего нападения. Монровия не была укреплена и не имела никакого военного значения. Учитывая, что она была столицей Либерии, со стороны немцев это был акт чистого устрашения и явное нарушение международного права.
Атаковавшей подводной лодкой была немецкая подводная лодка U-154 типа U-151. Построенная на верфи Flensburger Schiffbau и введённая в строй 12 декабря 1917 года, под командованием корветтенкапитана Германа Герке, U-154 была оснащена 18 торпедами и двумя палубными орудиями калибра 105-мм. Эта подводная лодка, с водоизмещением 1512 тонн над водой и 1875 тонн под водой, могла развивать скорость до 12,4 узлов на поверхности.

### Потопление либерийского судна
Источники разнятся касательно потопление либерийского судна. Либерийский корабль (называемый либо «Lark», либо «President Howard») был либо потоплен и захвачен сразу после прибытия подводной лодки к берегам Либерии, после чего либерийский экипаж судна был отправлен на берег с передачей требований спустить французский флаг и уничтожить французскую кабельную станцию, либо корабль был потоплен после отказа выполнить требования. Также возможно он был потоплен во время бомбардировки столицы, когда судно решило вмешаться для защиты своей страны, тогда подводная лодка выпустила торпеду, которая разбила и потопила его. Это была непосредственная демонстрация серьёзности угрозы со стороны Германии.

### Бомбардировка Монровии
Срок ультиматума истек в 16:00, и подводная лодка немедленно начала обстрел. В течение часа либо полутора часов подводная лодка обстреливала французскую беспроводную станцию, уничтожив её, совершив около двадцати выстрелов. Немецкий экипаж не был точен в стрельбе, и несколько снарядов упали в центре Монровии, разрушив несколько зданий и убив несколько горожан. Затем подлодка заметила британский пароход и отправилась в погоню за ним, оставив радиостанцию и, по-видимому, часть Монровии в виде обломков. Если бы бомбардировка была продолжена, то большая часть города стала бы разрушенной. По разным подсчётам четыре или семь человек были убиты, среди жертв были молодые девушки, пожилой человек, дети. Несколько домов были разрушены, различному имуществу был нанесён ущерб. Это был самый жестокий и драматический момент Первой мировой войны для Либерии. Возможно, паника среди населения в этот день в столице была таким, какая никогда не повторялась в истории Либерии. Немецкое почтовое ведомство встретило новости из Монровии с огорчением, поскольку U154 могла уничтожить старую немецкую кабельную станцию вместо французской. Однако два месяца спустя им сообщили, что ни одна из них не была уничтожена. Единственным результатом, не считая нескольких жертв среди гражданского населения и ущерба невоенным целям, было подтверждение убежденности всего мира в том, что Германия не будет сдерживаться никакими соображениями права и гуманности.

### Прибытие британского парохода

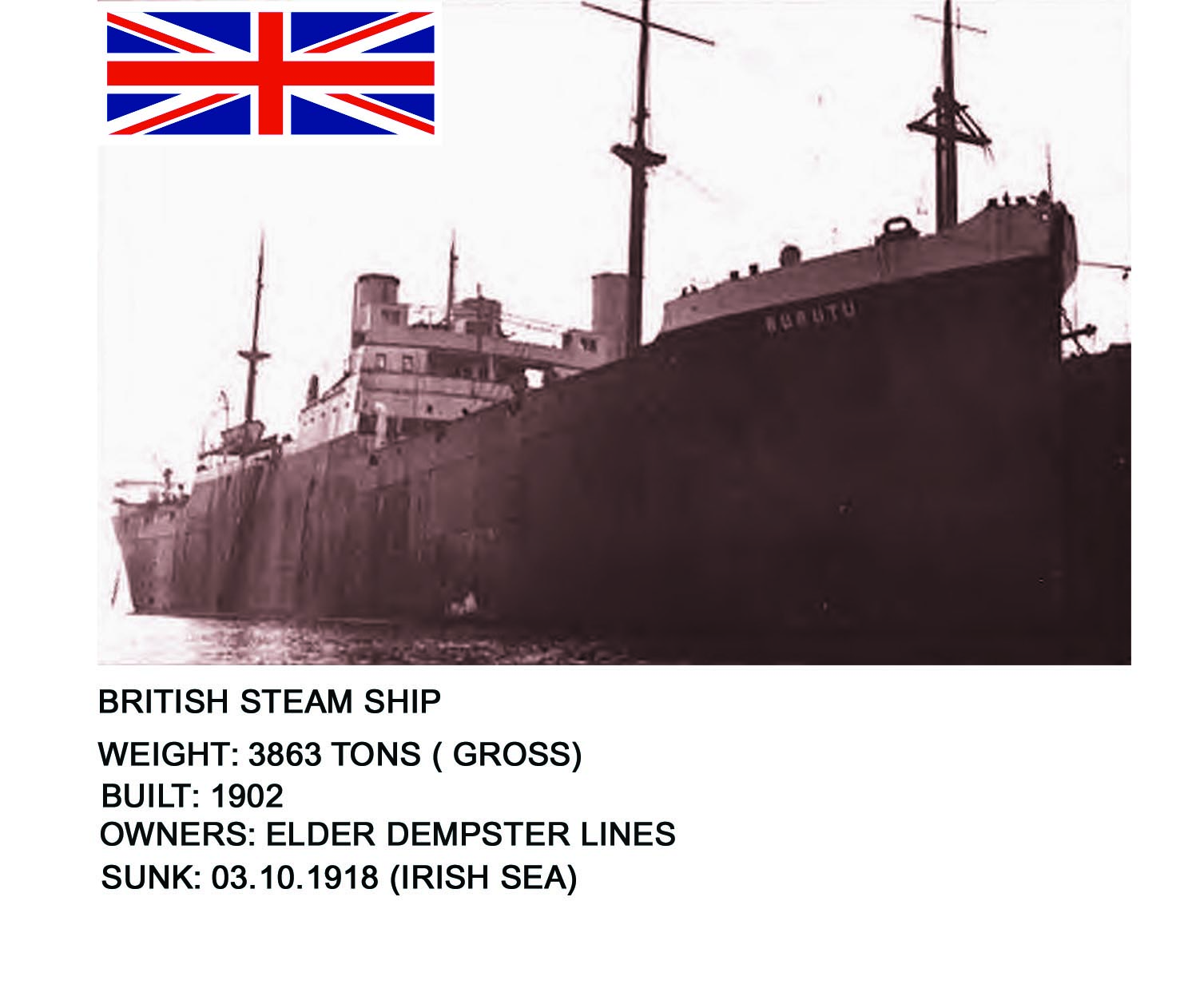
Британский пароход

Британский консул смог воспользоваться бывшим немецким кабелем, чтобы сделать свой доклад во Фритаун:
 «Из-за отказа либерийского правительства сжечь и уничтожить французские кабельные и беспроводные станции в Монровии, немецкая подводная лодка 10 апреля потопила шхуну либерийских торговых судов с оборонительным вооружением и обстреливала Монровию в течение часа с 16:00, уничтожив беспроводную станцию. Жертвы: 3 ребенка убиты, 3 человека ранены. Все европейцы спасены. Подводная лодка прекратила бомбардировку, чтобы атаковать пароход, идущий в сторону Сьерра-Леоне. Оба судна потерялись из виду в сумерках, результат атаки неизвестен. Подводная лодка объявила о намерении возобновить бомбардировку сегодня в четверг [11-го], чтобы уничтожить французскую кабельную станцию, поэтому дальнейшие сообщения приниматься не будут».
«SS Burutu » — был британским пароходом, перевозившим 75 тонн слитков, а также 110 пассажиров, команду из 95 человек и 65 рабочих. Возможно, он был привлечен звуком немецких орудий или его привлек сигнал просьбы о помощи Либерии, после чего направился к берегам Либерии. U-154, заметив проходящий пароход, ушёл под воду для его преследования, но после промаха торпедой, подводная лодка «всплыла на поверхность», чтобы начать обстрел парохода. Радиостанция парохода была разбита первым из шестидесяти или семидесяти снарядов подводной лодки. Было ещё только одно попадание, но оно вскрыло корпус и привело к тяжелым последствиям. Один пассажир был убит, еще 3 ранены. Один мальчик выпрыгнул за борт и утонул. Британский капитан Г. А. Ярдли был награжден орденом «За выдающиеся заслуги» за его смелый бой с U-154. Своевременное вмешательство британцев заставило немцев отказаться от своих замыслов. Окончательно немецкая подводная лодка была торпедирована 11 мая 1918 года в Атлантике.

## Возможность дальнейших нападений
После боя обсуждался вопрос о восстановлении беспроводной станции, хотя американский консул предположил, что либерийское правительство предпочло бы оставить её без ремонта или, по крайней мере, восстановить её вдали от побережья, чтобы предотвратить новую атаку подводной лодки. Британский адмирал западноафриканской эскадры также пообещал держать у Фритауна, столицы Сьерра-Леоне, несколько кораблей, которые могли бы быстро добраться до Монровии в случае нового нападения.
В ответ на немецкую атаку американский крейсер «USS Raleigh» вошел в устье реки у Монровии 7 мая 1918 года. Капитан USS Raleigh, капрал Фрэнк Э. Риджли, сошёл на берег для проведения конференции с президентом Либерии, и его правительством. Президент Либерии отклонил предложение Риджли о предоставлении пятидюймового орудия для обороны города, сославшись на то, что оно будет неэффективным против более мощного огня немецкой подводной лодки. Но президент Говард все же принял его предложение о поставке 15 600 патронов к крайне необходимым винтовкам Krag-Jørgensen, 15 600 патронов к винтовке Springfield 1901 года и одного автоматического пулемета Кольт.
После сражения у страны не было судна, которое могло бы нести бдительную службу у её побережья, за исключением британских военных кораблей. Чтобы заменить потопленное судно, президент Соединенных Штатов приказал министру военно-морских сил США продать Либерии американский корабль «Corona» почти за бесценок. Министр одобрил продажу, и судно было продано Либерии, которое была крайне необходимо для подавления возможных восстаний.
В июне в Монровии ходили разные слухи: люди говорили, что Париж пал перед немцами, или что пятнадцать американских транспортов с войсками были потоплены у американского побережья, или что американские войска больше не будут отправляться в Европу. 21 июня страны Антанты предложили идею: «Есть мнение, что для успокоения либерийского правительства им можно сообщить, что подводная лодка, обстрелявшая французскую станцию, была потоплена военно-морскими силами 11 мая со всеми людьми».

## Последствия
Это сражение, единственное, в котором «участвовала» Либерия в Первой мировой войне, не было удачным для Монровии и её народа и показало слабость нации перед имперской державой. Тем не менее, либерийское правительство отказалось подчиниться требованиям Германии, несмотря на ущерб, нанесенный их столице. Лидеры Либерии, по крайней мере, в тот момент, считали, что участие в войне и пребывание на стороне Антанты — это лучший способ продвижения и достижения своих целей — международного уважения и поддержки национального суверенитета. Во время этого инцидента либерийское правительство вело себя не просто так, как того требовали Соединенные Штаты или Великобритания, а от имени тех принципов, в которые оно верило. U-154 стала первой и последней подлодкой, которая напрямую запугивала (де-факто терроризировала) правительство целого вражеского государства.
Страдания и жертвы Либерии заставили американского президента Вильсона в 1918 году пообещать заём в 5 000 000 долларов по тому же принципу, по которому предоставлялись займы другим союзным странам. Но президент Вильсон и демократическая партия ушли из власти в 1921 году до того, как кредит был предоставлен, а республиканская администрация не выполнила обещание предыдущего президента.
В книге «Автобиография африканской принцессы» содержится информация, что жители Либерии сложили песню об этом событии, одна строчка которой звучала так: «O German Submarine, Aba; Come to bombard Monrovia, Aba». Эта песня исполнялась под музыку, под которую танцевали «шестнадцать шагов» — традиционный либерийский танец.

### СМИ
- Небольшая заметка в австралийской газете
- Новость в The New York Times

## Примечание
1. 1 2 3 4 5 6 7 8 9 10 11 12 13  Robert M. Grant, 2003, p. 104.
2. 1 2 3 4 5 6 7 8 9  Brian G. Shellum, 2018, p. 108.
3. 1 2  William Gillispie, 2018, p. 120.
4. 1 2 3 4 5 6  Paul N. Hodos. The Kaiser's Lost Kreuzer: A History of U-156 and Germany's Long-Range Submarine Campaign Against North America, 1918. — McFarland, 2017. — С. 74. — ISBN 978-1-4766-7162-8. Архивировано 11 февраля 2023 года.
5. 1 2 3 4 5 6 7  Harrison Akingbade, 1978, p. 247.
6. 1 2 3 4 5 6 7  William Gillispie, 2018, p. 121.
7. 1 2 3  Peter Duignan, L. H. Gann. The United States and Africa: A History. — Cambridge University Press, 1987. — 470 с. — ISBN 978-0-521-33571-3. Архивировано 11 февраля 2023 года.
8. 1 2 3 4 5  AMONG THE NATIONS: Survey of Important Events and Developments in Both Hemispheres // Current History (1916-1940). — 1919. — Т. 10, вып. 1. — С. 74. — ISSN 2641-080X. — JSTOR 45325054. Архивировано 13 февраля 2023 года.
9. 1 2  William Gillispie, 2018, p. 111.
10. 1 2 3  Harrison Akingbade, 1978, p. 251.
11. ↑  Type U 151. uboat.net.
12. ↑  U 154 - German and Austrian U-boats of World War One - Kaiserliche Marine - uboat.net. www.uboat.net. Дата обращения: 23 мая 2024.
13. ↑  Richard West. Back to Africa: A History of Sierra Leone and Liberia. — Cape, 1970. — 376 с. — ISBN 978-0-224-61955-4. Архивировано 11 февраля 2023 года.
14. ↑  Richard A. Henries, A. Doris Banks Henries. Liberia, the West African Republic. — Macmillan, 1966. — 252 с. — ISBN 978-0-598-72090-0. Архивировано 11 февраля 2023 года.
15. 1 2  Liberia. — 1971. — 288 с. Архивировано 11 февраля 2023 года.
16. 1 2 3  Jamie Bisher. The Intelligence War in Latin America, 1914-1922. — McFarland, 2016. — 449 с. — ISBN 978-1-4766-2026-8. Архивировано 11 февраля 2023 года.
17. ↑  Auxiliary motor President Howard - Ships hit by U-boats - German and Austrian U-boats of World War One - Kaiserliche Marine - uboat.net. uboat.net. Дата обращения: 11 февраля 2023. Архивировано 1 июля 2022 года.
18. 1 2  Benjamin Brawley. A Social History of The American Negro. — BoD – Books on Demand, 2019. — 402 с. — ISBN 978-3-7340-9389-0. Архивировано 11 февраля 2023 года.
19. ↑  Frederick Starr. Liberia after the World War // The Journal of Negro History. — 1925. — Т. 10, вып. 2. — С. 114. — ISSN 0022-2992. — doi:10.2307/2713933. — JSTOR 2713933. Архивировано 13 февраля 2023 года.
20. 1 2 3  Robert M. Grant, 2003, p. 105.
21. 1 2  Robert M. Grant, 2003, p. 109.
22. ↑  Brian G. Shellum, 2018, pp. 108—109.
23. ↑  Nathaniel H. B. Cassell. Liberia Defended by a Liberian (ут) // Current History (1916-1940). — 1931. — Т. 34, вып. 6. — С. 882. — ISSN 2641-080X. — JSTOR 45339913. Архивировано 14 февраля 2023 года.
24. ↑  F. Massaquoi. The Autobiography of an African Princess. — Springer, 2013. — 306 с. — ISBN 978-1-137-10250-8. Архивировано 23 мая 2024 года.